# Чуркин, Владислав Ильич
Владислав Ильич Чуркин (род. 18 апреля 2003, Москва) — российский хоккеист, защитник.

## Биография
Воспитанник московского «Спартака», в сезоне 2019/20 дебютировал в МХЛ за МХК «Спартак». 15 ноября 2021 года был обменян в московское «Динамо» на Александра Фесенко, стал играть в МХЛ за МХК «Динамо». 15 января 2023 года провёл единственный матч за «Динамо» в КХЛ — в гостях против «Локомотива» (2:0). 29 апреля 2023 получил квалификационное предложение от клуба, но 10 июля договорился о взаимном отказе от заключения контракта. Сезон 2023/24 провёл в клубе ВХЛ «Тамбов». 16 мая 2024 года был обменян из «Динамо» Санкт-Петербург в «Металлург» Новокузнецк.